# Playa de Manyetes
La playa de Manyetes (platja de Manyetes en valenciano), también llamada playa Tropicana, es una playa del municipio de Alcalá de Chivert, en la provincia de Castellón (España). Se encuentra en una zona de transición, siendo una playa de arena al norte y de cantos rodados al sur.

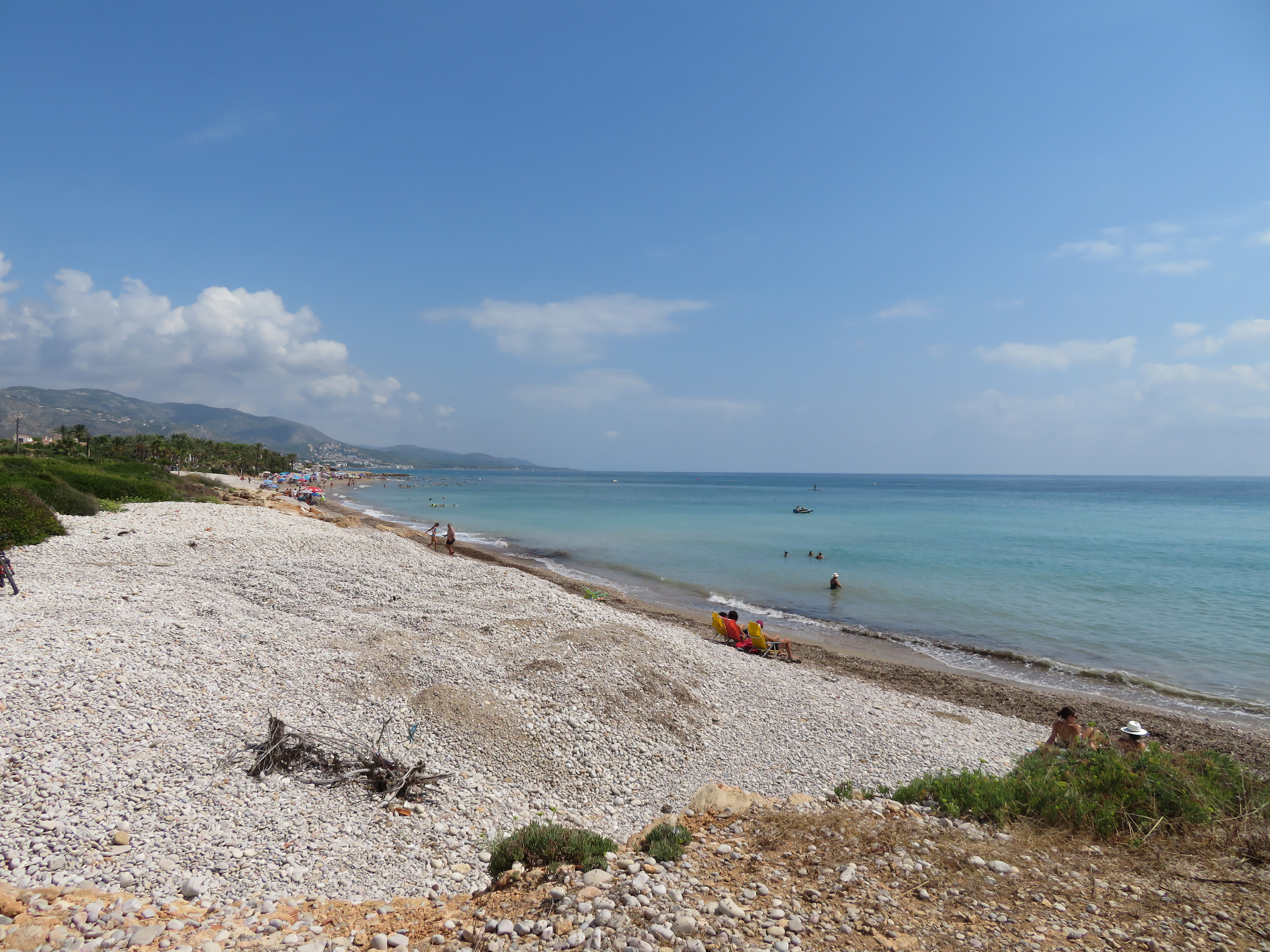
Playa de Manyetes.

La playa se encuentra en las cercanías de un camping y en una zona menos urbanizada, próxima a Capicorb. En sus dunas se puede encontrar una gran diversidad botánica.
Tiene una longitud de 400 metros y una amplitud de 35 metros. Se sitúa en el entorno semiurbano de Alcocéber, disponiendo de acceso a pie. También cuenta con aparcamiento delimitado. Es una playa con zona balizada para salida de embarcaciones.
Esta playa cuenta con el distintivo de Bandera Azul desde 1998, aunque en 2008 no le fue concedida. Los análisis físicos y químicos de agua y arena la sitúan entre las mejores playas de la Comunidad Valenciana.